# Triplaris
Triplaris é um género botânico pertencente à família Polygonaceae. Várias de suas espécies são chamadas de pau-formiga.
As espécies são distribuídas na América. Algumas espécies são usadas para a madeira serrada. Elas são espécies dióicas pioneiras.
Espécies:
- Triplaris americana L.
- Triplaris caracasana Cham.
- Triplaris cumingiana Fisch. & C.A.Mey.
- Triplaris dugandii Brandbyge
- Triplaris efistulifera Rusby
- Triplaris fulva Huber
- Triplaris gardneriana Wedd.
- Triplaris longifolia Huber
- Triplaris melaenodendron (Bertol.) Standl. & Steyerm.
- Triplaris moyobambensis Brandbyge
- Triplaris peruviana Fisch. & Meyer ex C.A. Mey.
- Triplaris physocalyx Brandbyge
- Triplaris poeppigiana Wedd.
- Triplaris punctata Standl.
- Triplaris purdiae Meisn.
- Triplaris purdiei Meisn.
- Triplaris setosa Rusby
- Triplaris vestita Rusby
- Triplaris weigeltiana (Rchb.) Kuntze